# Karel Babka
Karel Babka (24. října 1880 Královské Vinohrady – 26. března 1953 Praha) byl český sochař, medailér, konzervátor a československý legionář.

## Život
Narodil se na Královských Vinohradech do rodiny vozky Aloise Babky. Měl ještě dva starší (Augustin *1877, Kateřina *1878) a dva mladší sourozence (Karolína *1883, Alois *1887). Po absolvování základního vzdělání se vyučil kovomodelářem a následně pracoval v oboru dekorativního sochařství. V letech 1901–1907 studoval na Vysoké škole uměleckoprůmyslové v Praze u profesora Stanislava Suchardy. V roce 1912 odjel na pozvání firmy Gladkov a Kozlov do Moskvy, kde se mimo jiného zajímal o tzv. „ruskou secesi“. Během svého pobytu v Rusku spolupracoval na pomníku pro Smolensk, samostatně provedl sochy na obchodním domě na Dmitrovce a vytvořil reliéf pro moskevský hotel Lux. Po vypuknutí první světové války vstoupil v září 1914 do České družiny, byl účastníkem bitvy u Zborova a zúčastnil se i dalších bojových operací. V letech 1917–1918 pracoval na pomnících padlých čs. legionářů v Rusku a s architektem Vilémem Kvasničkou realizoval řadu pomníků československých legionářů na Sibiři. Od roku 1919 byl velitelem tzv. „západní“ legionářské sochařské dílny, která měla především za úkol vybudovat památníky zde padlým legionářům. V legiích dosáhl hodnosti kapitána. V roce 1920 se vrátil do nově vzniklé republiky a patrně od roku 1922 působil jako konzervátor v Památníku osvobození a na úřadě Státní památkové péče v Praze. Nadále působil kromě sochařiny i jako zručný medailér. Začátkem čtyřicátých let se stal nedlouho před zákazem činnosti předsedou místní jednoty Československé obce legionářské. Po válce pracoval v Památníku národního osvobození. Zemřel v Praze na jaře roku 1953 a jeho hrob se nachází na Vinohradském hřbitově.

## Výběr z díla
- Socha Hrdiny od Zborova, byly odlity tři exempláře – pro Spořilov (zničena), Blansko (stojí na nám. Sv. Čecha) a Halič (její osud není znám)
- Bronzová plaketa na hrobce[3] českého podnikatele Emila Geistlicha[4] v Bašce na ostrově Krku, hřbitov u sv. Ivana
- Pomník zakladatelů čsl. státu[5] s reliéfními portréty Masaryka, Beneše a Štefanika v Kostelci nad Černými lesy
- Plaketa na pomníku padlých legionářů[6] na libochovickém hřbitově
- Bronzová pamětní deska obětem 1. sv. války ve městě Proseč u Skutče
- Pamětní deska Zdeňka Klímy, která se nachází v Hybešově ulici v Blansku
- Medaile vydané Českou Numismatickou Společností:

Medaile František Palacký - 150.výročí narození a 100.výročí říšského sněmu v Kroměříži (1948)
Medaile Země koruny České

## Galerie

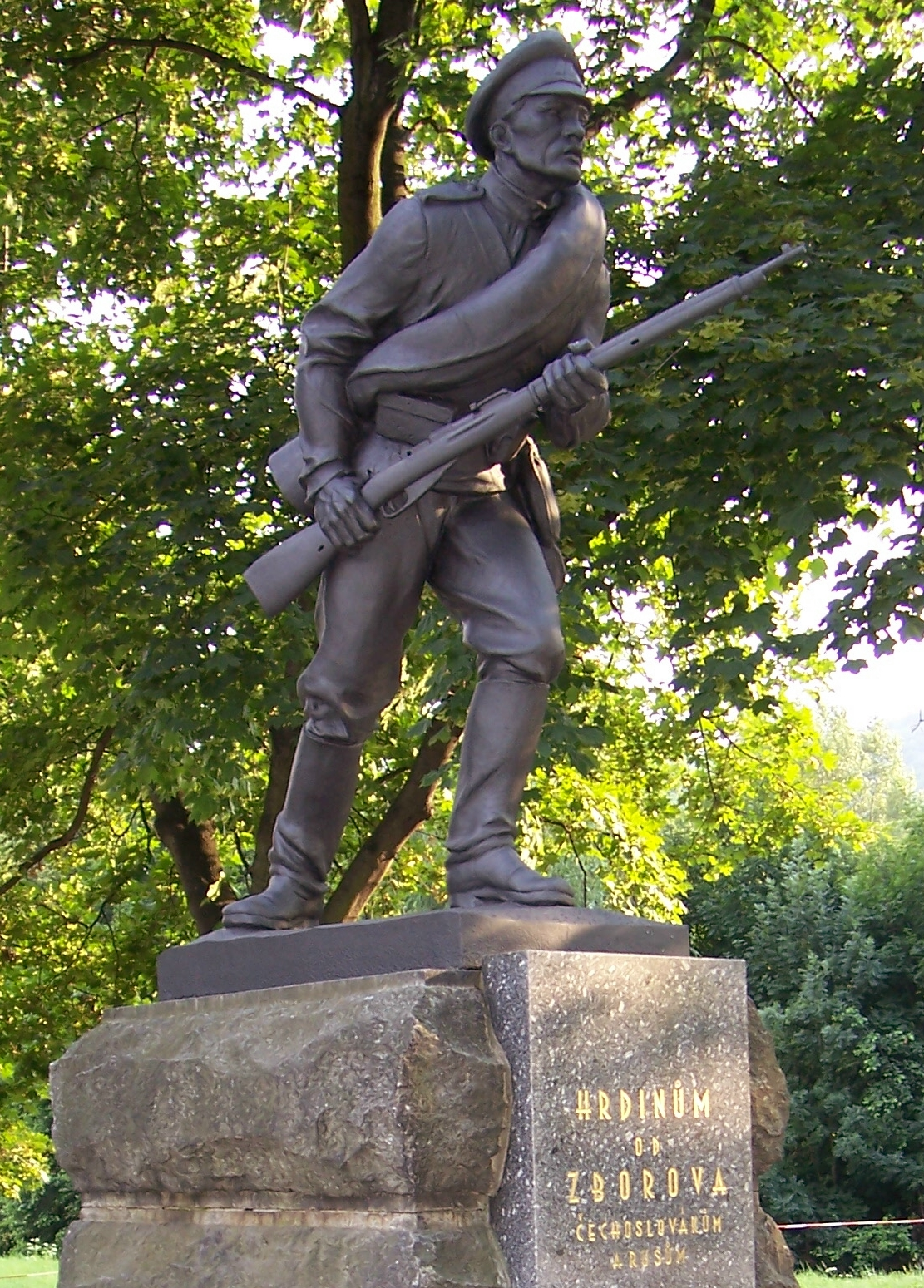
Památník „Hrdinům od Zborova“ (1937), autor ak. sochař Karel Babka
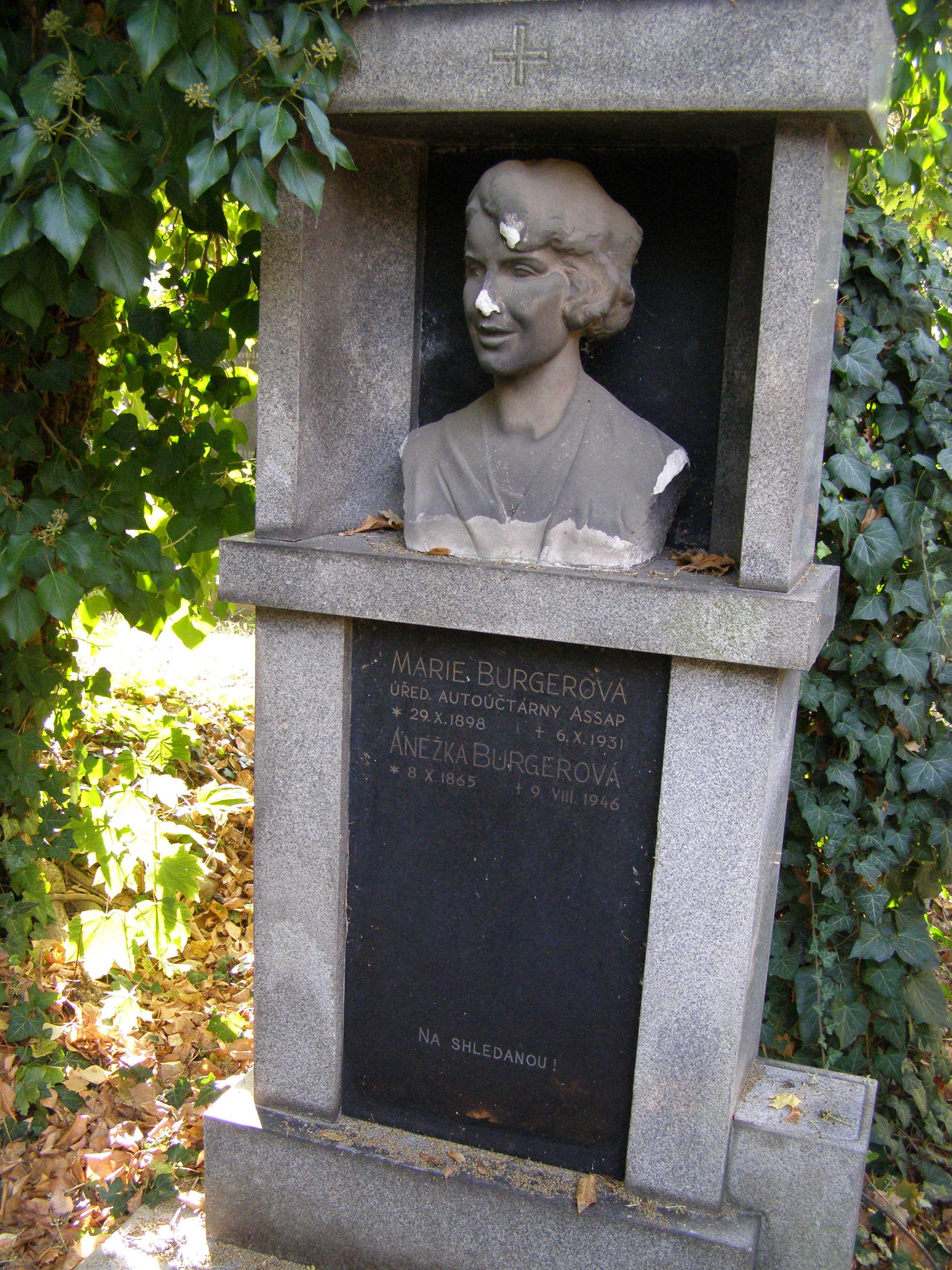
Hrob na hřbitově Malvazinky v Praze (Marie a Anežka Burgerovy)

## Výstavy

### Společné
- 1938–1939 Náš voják ve výtvarném umění XIX. a XX. století, Obecní dům (Reprezentační dům obce pražské), Praha
- 2008 Pole tvůrčí a válečná, Místodržitelský palác, Brno (Brno-město)

## Vyznamenání
- Kříž sv. Jiří[8], IV. stupně
- Československý válečný kříž 1914–1918
- Československá revoluční medaile
- Československá medaile Vítězství